# Bürüs
Bürüs (horvátul: Biriš) község Baranya vármegyében, a Szigetvári járásban.

## Fekvése
Szigetvártól délre, Kétújfalutól keletre fekvő zsáktelepülés. Szomszédai: észak felől Várad és Hobol, kelet felől Szentegát, dél felől Endrőc, délnyugat felől Teklafalu, nyugat felől pedig Kétújfalu.

### Megközelítése
Közúton csak Váradon keresztül érhető el, a Szigetvártól Drávafokig húzódó 5808-as útról Kétújfalutól körülbelül egy kilométerre északra keleti irányban letérve, az 58 147-es számú mellékúton.
Vasútvonal nem érinti; a közelében húzódik a MÁV Középrigóc–Villány-vasútvonala, de ezen a szakaszon régóta nincs már személyforgalom.

## Története
Bürüs nevét 1479-ben említették először az oklevelek Bewres néven, ekkor valószínűleg Barcs várához tartozott. A település a török időkben sem néptelenedett el. 1757-től egy évszázadon át a Czinderi család birtokában volt.
Az 1950-es megyerendezéssel a korábban a Somogy vármegyéhez tartozó települést a Szigetvári járás részeként Baranyához csatolták.

## Közélete

### Polgármesterei
- 1990–1994: Kovács Gyula (független)[4]
- 1994–1998: Kovács Gyula (független)[5]
- 1998–1999: Szegedi József (független)[6]
- 1999–2002: Dvorszkyné Monosi Gyöngyi (független)[7]
- 2002–2006: Kovács Zoltán (független)[8]
- 2006–2010: Kovács Zoltán (független)[9]
- 2010–2014: Kozma István (független)[10]
- 2014–2019: Kolat Irén (független)[11]
- 2019–2020: Kolat Irén (független)[12]
- 2020–2022: Kozma István alpolgármester (ügyvivőként)
- 2022–2024: Kozma István (független)[13]
- 2024– : Kozma István (független)[1]

A településen 1999. május 30-án időközi polgármester-választást tartottak, aminek oka egyelőre tisztázásra vár, de a korábbi polgármester nem indult el rajta (a lakosok egyetlen jelöltre szavazhattak).
Időközi polgármester-választást írtak ki a településen 2020. november 8-ára is, mert az előző faluvezető 2020. július 24-én lemondott. A koronavírus-járvány okán elrendelt korlátozások miatt azonban ezt a választást csak másfél évvel később, 2022. május 8-án lehetett megtartani.

## Népesség
A település népességének változása:
| Lakosok száma | 71   | 71   | 71   | 63   | 48   | 69   | 73   | 77   |
|               | 2013 | 2014 | 2015 | 2019 | 2021 | 2022 | 2023 | 2024 |

A 2011-es népszámlálás során a lakosok 96,1%-a magyarnak, 22,4% cigánynak, 1,3% horvátnak mondta magát (3,9% nem nyilatkozott; a kettős identitások miatt a végösszeg nagyobb lehet 100%-nál). A vallási megoszlás a következő volt: római katolikus 65,8%, református 18,4%, felekezeten kívüli 7,9% (3,9% nem nyilatkozott).
2022-ben a lakosság 92,8%-a vallotta magát magyarnak, 29% cigánynak, 4,3% németnek (7,2% nem nyilatkozott; a kettős identitások miatt a végösszeg nagyobb lehet 100%-nál). Vallásuk szerint 53,6% volt római katolikus, 11,6% református, 2,9% egyéb keresztény, 4,3% egyéb katolikus, 13% felekezeten kívüli (13% nem válaszolt).

## Nevezetességei
- Református temploma feltehetőleg a 19. század végén épült, már több mint százéves. A 25  méter × 11 méteres alapterületű, 8 méteres párkánymagasságú, 320 ember befogadására alkalmas épület egy nagyobb térségen, szabadon áll, hajójának hossztengelye párhuzamos a tőle délre futó úttal. Főbejárata a torony alatt keletre nyílik, előtte 1869-ben emelt, rossz állapotú 1848-as emlékmű, bal oldalán pedig világháborús emlékmű látható. Koronás szószéke fából készült, egymanuálos, 8 regiszteres Angster gyártmányú orgonáját 1917-ben, a reformáció 400 éves jubileumi ünnepségén avatták fel; két, 400 és 250 kilogrammos harangját Szlezák László műhelyében öntötték Budapesten, 1927-ben.[18]
- A településen található jelentős zöldterületen találjuk a szabadidős programokra is alkalmas közparkos részt, a látványtóval. A tó és környezete 2017-ben került kialakításra.
- Bürüs és Szentegát között, Bürüs közigazgatási területén, egy nagy kiterjedésű erdőben található a sikotai kulcsosház (vadászház).